# Мистер Ресетти
Мистер Ресетти (англ. Mr. Resetti) (полное имя — Сонни Ресетти (англ. Sonny Resetti)), известный в Японии как Мистер Ресет (яп. リセットさん Рисэтто-сан) — персонаж серии видеоигр Animal Crossing от Nintendo. Впервые он появляется в игре Dōbutsu no Mori на Nintendo 64, выпущенной в Европе и Северной Америке для GameCube под названием Animal Crossing. Мистер Ресетти — крот, роль которого в серии заключается в том, чтобы напоминать игрокам о необходимости сохранения перед выходом из игры, и, если они этого не сделают, то он устроит игроку продолжительную обструкцию. Мистер Ресетти получил смешанные отзывы критиков. Представитель GamesRadar с сарказмом заметил, что каждый заядлый игрок Animal Crossing New Leaf хоть раз сталкивался с ним по разным причинам, «будь то разряженная консоль или выключивший её злобный брат».

## Концепт и создание
Во время тестового игрового процесса в Animal Crossing игроки перезагружали игру и меняли системное время игры, чтобы поменять цены в магазине Тома Нука. Чтобы предотвратить это, команда разработчиков ввела в игру Мистера Ресетти в надежде, что игроки, которые хотят обмануть таким образом игру, будут серьёзно задерживаться из-за длинных речей Ресетти. Если игрок перезагружает игру слишком часто, Ресетти потребует игрока напечатать про себя различные гадости, например такие слова как «Я тупой» и «Я воняю». Существует распространенное мнение, что Ресетти способен удалить город игрока, если он перезапустит игру 50 раз, однако оно было опровержено многими тестировщиками. Английский диалог Мистера Ресетти в Animal Crossing был написан членом команды Nintendo Treehouse Тимом О’Лири, который хотел, чтобы персонаж говорил с глубоким бронкским акцентом, чтобы дополнить оригинальный осакский акцент персонажа в оригинальной японской версии. Ресетти был создан таким образом, чтобы была связь между ним и игроком, в частности он может кричать непосредственно на игрока. В руководстве европейской версии Animal Crossing: City Folk разработчики предупреждают о том, что маленькие дети могут посчитать грубый тон Мистера Ресетти тревожным для себя.

## Появления
Роль Мистера Ресетти в серии Animal Crossing — советовать игроку не забывать сохраняться перед выходом из игры. Если игра отключена без сохранения, мистер Ресетти появится рядом с домом игрока в следующий раз, когда игрок начнет игру и прочтёт ему лекцию о том, почему важно сохраняться в игре. При повторном сбросе игры, Мистер Ресетти заставит игрока повторять фразы, и не позволит ему продолжить игру, пока он не напечатает их правильно. Если игрок вводит что-то оскорбительное, Ресетти приходит в ярость.
В «Animal Crossing: New Leaf» мистер Ресетти появляется в первый раз, когда игрок выключает консоль 3DS без сохранения. Однако после этого он объясняет, что «Центр наблюдения за Сбросом» (англ. "Reset Surveillance Center") (в котором работает Ресетти) закрыт и что он больше не сможет контактировать с игроком. По желанию игрока он может построить центр, что позволит Мистеру Ресетти вернуться к прежней роли.
По причине того, что в Animal Crossing: New Horizons предусмотрена функция автосохранения, роль Мистера Ресетти изменена. Отныне он — сотрудник внутриигровой службы спасения.

### За пределами серии Animal Crossing
Ресетти появляется в аниме Лес Животных, где несколько раз напоминает персонажам о соблюдении правил Деревни Животных.
Мистер Ресетти несколько раз появляется в серии видеоигр Super Smash Bros., в том числе в качестве коллекционного трофея во всех играх, начиная с Super Smash Bros. Melee, в качестве трофея — ассистента в игре Super Smash Bros. Brawl, и в качестве второстепенного персонажа на тематических аренах серии Animal Crossing в Super Smash Bros. для Wii U. В Brawl его трофей — ассистент вызывает его на сцену, где он кричит на бойцов, длинное текстовое поле при этом закрывает большую часть экрана.
В Mario Kart 8 Мистер Ресетти появляется на трассе по тематике Animal Crossing, входящем во второй загружаемый пакет игры. На этой трассе он беспорядочно выскакивает из под земли во время гонки, заставляя игроков избегать столкновения с ним.
В игре Monster Hunter 4 Ultimate Мистер Ресетти (наряду с Изабель) — создаваемый персонаж, выступающий в качестве костюма Палико в качестве части июньского DLC.

## Отзывы критиков
Мистер Ресетти получил смешанные отзывы критиков. Журналист Джонатан Холмс из Destructoid назвал его действия одним из «наиболее творческих» примеров разрушения четвертой стены наряду с действиями персонажа Психо Мантиса из серии игр Metal Gear Solid. Журналист Крис Колер из Wired отметил его на шестом месте в списке «10 самых подлых видеоигр, которые когда-либо играли с нами». Он отмечает возможность перезагрузки игры во время одной из своих лекций. Рецензент UGO.com отметил Мистера Ресетти как раздражающего персонажа, но поставил его на шестое место в списке лучших персонажей серии Animal Crossing, заявив, что хотя ему не нравится Ресетти как персонаж, его вспышки гнева придают игре определённый шарм. Рецензент Joystiq Крис Гринхоф заявил, что «Animal Crossing была бы менее занятной игрой без Мистера Ресетти», ссылаясь на то, что он «преподает свои уроки в жёсткой манере, но с добрыми намерениями». Журналист Kotaku Люк Планкетт заявил, что «Ресетти — лучшее что происходило с серией Animal Crossing», и отметил, что «его яростные тирады, в конце концов, и интересны и информативны». Мистер Ресетти был назван 17-м лучшим персонажем Nintendo всех времён по версии GameDaily. Рецензент отмечает «он полезен, хотя и раздражает». В 2010 году GamesTM отметила его как одной из величайших видеоигр. Рецензент отметил, что он «возможно один из самых раздражающих персонажей в видеоиграх», но «Мистер Ресетти настолько тщательно проработан с явной целью раздражать игрока, что трудно не отметить с положительной стороны ту идею, что вложена в него.».
Команда разработчиков обнаружила, что Мистер Ресетти пугал молодых женских игроков до слёз. В результате его опциональным игроком — в New Leaf игрок имел возможность избегать встреч с ним. Рецензент Джонатан Холмс из Destructoid неодобрительно отнёсся к идее сделать Ресетти необязательным персонажем, поскольку он чувствовал, что игра «будет лучше, если она заставит вас временами дурно себя чувствовать». Джейми Мэдиган в статье Gamasutra отмечал использование Ресетти слова «читер» как издёвку над игроками, предпочитавшими нечестный способ игры. Рецензент Райан Тальджоник из GamesRadar представил Мистера Ресетти в своем списке самых «пылающих ненавистью персонажей» Рецензент Патрик Колан из IGN чувствовал, что, несмотря на качество его гневных реплик, он всё равно чувствовал их «мягкость», вследствие чего эти фразы его больше не удивляли. Рецензент Энтони Берч из Destructoid написал статью, в которой объясняет, почему Мистер Ресетти — «самый героический персонаж видеоигр из когда-либо созданных», и предположил, что он «единственный персонаж в мире Animal Crossing, главной задачей которого является защита всей вселенной от парадоксального разрушения».